# جان فلوري
جان فلوري (بالفرنسية: Jean Flory)‏ هو عضو في المقاومة الفرنسية ‏ فرنسي، ولد في ديسمبر 1886 في لور (هوت ساون) في فرنسا، وتوفي في 9 مايو 1949 في مونتبليار في فرنسا.